# Johannes Frießner
Johannes Frießner, také Hans Frießner (22. března 1892 Chemnitz – 26. června 1971 Bad Reichenhall) byl německý vysoký důstojník (od roku 1944 generálplukovník, něm. Generaloberst). Během II. světové války byl velitelem různých důležitých jednotek německé armády v boji proti Sovětskému svazu.

## Vyznamenání
- Železný kříž, II. třída (15. září 1914)
- Železný kříž, I. třída (19. září 1916)
- Železný kříž, spona k Železnému kříži 1914 II. třídy (21. červenec 1942)
- Železný kříž, Spona k Železnému kříži 1914 I. třídy (21. srpen 1942)
- Rytířský kříž Železného kříže (23. červenec 1943)
- Rytířský kříž Železného kříže s dubovou ratolestí, 445. držitel (09. duben 1944)
- Řád koruny, IV. třída
- Vojenský řád sv. Jindřicha, rytířský kříž
- Civilní záslužný řád , II. třída s meči
- Řád Albrechtův, II. třída s meči
- Německý kříž, zlatý (09. červen 1943)

údaje použity z: německá Wikipedie-Johannes Frießner